# 금산 신안사 대광전
금산 신안사 대광전(錦山 身安寺 大光殿)은 대한민국 충청남도 금산군 제원면, 신안사에 있는 건축물이다. 1973년 12월 24일 충청남도의 유형문화재 제3호로 지정되었다.

## 개요
신음산 자락에 위치한 신안사는 신라 진평왕 5년(583)에 무염선사가 창건한 것으로 알려져 있으나 확실하지 않다. 신안사라는 절의 이름은 신라의 마지막 왕인 경순왕(재위 927∼935)이 "주위 산수의 경치가 아름답고 조용하여 몸과 마음이 편안하다"고 한데서 비롯되었다고 한다.
원래 신안사에는 대광전·극락전·진향각·요묵당 등이 있었으나, 현재는 대광전·극락전만 남아 있다. 내부에는 석가모니가 설법한 진리를 형상화한 비로자나불을 본존으로 약사여래·석가여래불을 봉안하고 있다. 정면 5칸 · 측면 3칸 규모의 맞배지붕 건물로, 내부의 3칸에는 후불벽과 불대단을 조성하였다.

## 같이 보기
- 신안사

## 참고 자료
- 신안사대광전 - 국가유산청 국가유산포털